# Río Baudó
Río Baudó är ett vattendrag i Colombia.   Det ligger i departementet Chocó, i den västra delen av landet, 400 km väster om huvudstaden Bogotá.